# Sant’Angelo
Sant’Angelo – rione, jedno z dwudziestu dwóch rioni Rzymu, tradycyjnych jednostek podziału administracyjnego miasta, dotyczącego części wewnątrz murów aureliańskich (z niewielkimi wyjątkami). Stanowi część gminy Municipio Roma I.
Współcześnie Sant’Angelo ma powierzchnię 0,14 km², a w 2015 zamieszkiwało je 1 332 mieszkańców.
Historyczny numer dzielnicy to R. XI.